# La Gomera Airport
La Gomera Airport är en flygplats i Spanien. Den ligger på ön La Gomera i regionen Kanarieöarna, i den sydvästra delen av landet, 1 900 km sydväst om huvudstaden Madrid. La Gomera Airport ligger 215 meter över havet.
Terrängen runt La Gomera Airport är huvudsakligen kuperad, men norrut är den bergig. Havet är nära La Gomera Airport åt sydost. Närmaste större samhälle är San Sebastián de la Gomera, 12,1 km nordost om La Gomera Airport.